# جان واکر (دونده)
جان واکر (انگلیسی: John Walker؛ زادهٔ ۱۲ ژانویهٔ ۱۹۵۲) دونده اهل نیوزیلند بود.
از افتخارات وی میتوان به کسب مدال طلا دو ۱۵۰۰ متر در بازی‌های المپیک تابستانی ۱۹۷۶ اشاره کرد. 